# 시릴 오렐리
시릴 오라일리(Cyril O'Reilly, 1958년 6월 8일 ~ )는 미국의 각본가, 영화 제작자, 배우이다.
로스앤젤레스에서 태어났다.

## 영화
- 아메리칸 헤이레스 (2007년)
- 디자이어 (2006년)
- 윈드폴 (2001년)
- 에어 레이지 (2001년)
- 티앤티 (1998년)
- 블랙 독 (1998년)
- 미드나잇 블루 (1997년)
- 크리미널 퍼슈트 (1996년)
- 죽음의 혈투 7 (1995년)
- 리썰 캅 2 (1995년)
- 스캔들 (1994년)
- 트랙 (1991년)
- 특전대 네이비 씰 (1990년)
- 저주의 유혹 (1989년)
- 검은 독수리 (1986년)
- 악몽의 베트남 (1984년)
- 포키스 2 (1983년)
- 에어플레인 (1980년)